# Rijksbeschermd gezicht Zeist
Gezicht Zeist is een van rijkswege beschermd dorpsgezicht in Zeist in de Nederlandse provincie Utrecht. De procedure voor aanwijzing werd gestart op 17 september 1964. Het gebied werd op 19 januari 1970 definitief aangewezen. Het beschermd gezicht beslaat een oppervlakte van 63 hectare.
Panden die binnen een beschermd gezicht vallen krijgen niet automatisch de status van beschermd monument. Wel zal de gemeente het bestemmingsplan aanpassen om nieuwe ontwikkelingen in het gebied te reguleren. De gezichtsbescherming richt zich op de stedenbouwkundige en cultuurhistorische waardering van een gebied en wil het toekomstig functioneren daarvan veiligstellen.